# Cap de Franz Kafka
El Cap de Franz Kafka (en txec: Hlava Franze Kafky), també conegut com Estàtua de Kafka, és una escultura a l'aire lliure obra de David Černý que simbolitza l'escriptor txec en llengua alemanya Franz Kafka i que està instal·lada en una de les entrades del centre comercial Quadrio a Praga, la República Txeca. L'escultura cinètica fa 11 metres d'alçària i consta de 42 plafons en rotació. Cada capa és mecanitzada i rota de manera individual. L'estàtua va ser inaugurada el 31 d'octubre de 2014.
Existeix una versió anterior de l'obra, feta pel mateix artista, anomenada METALmorphosis. De dimensions inferiors, es troba al Whitehall Corporate Center de Charlotte, Carolina del Nord (Estats Units) i va ser inaugurada l'any 2007.

## Galeria

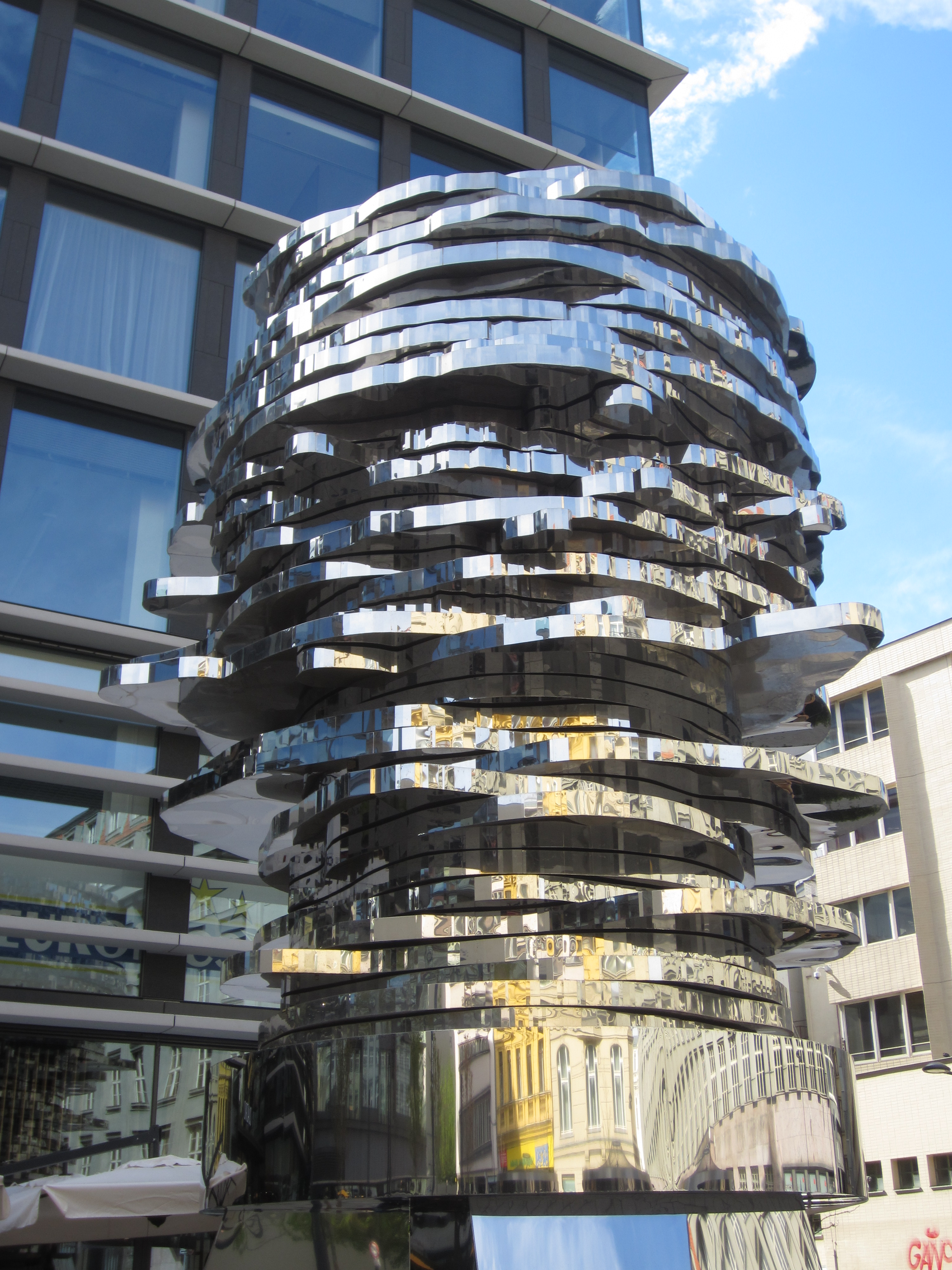
Escultura durant la rotació individual dels plafons
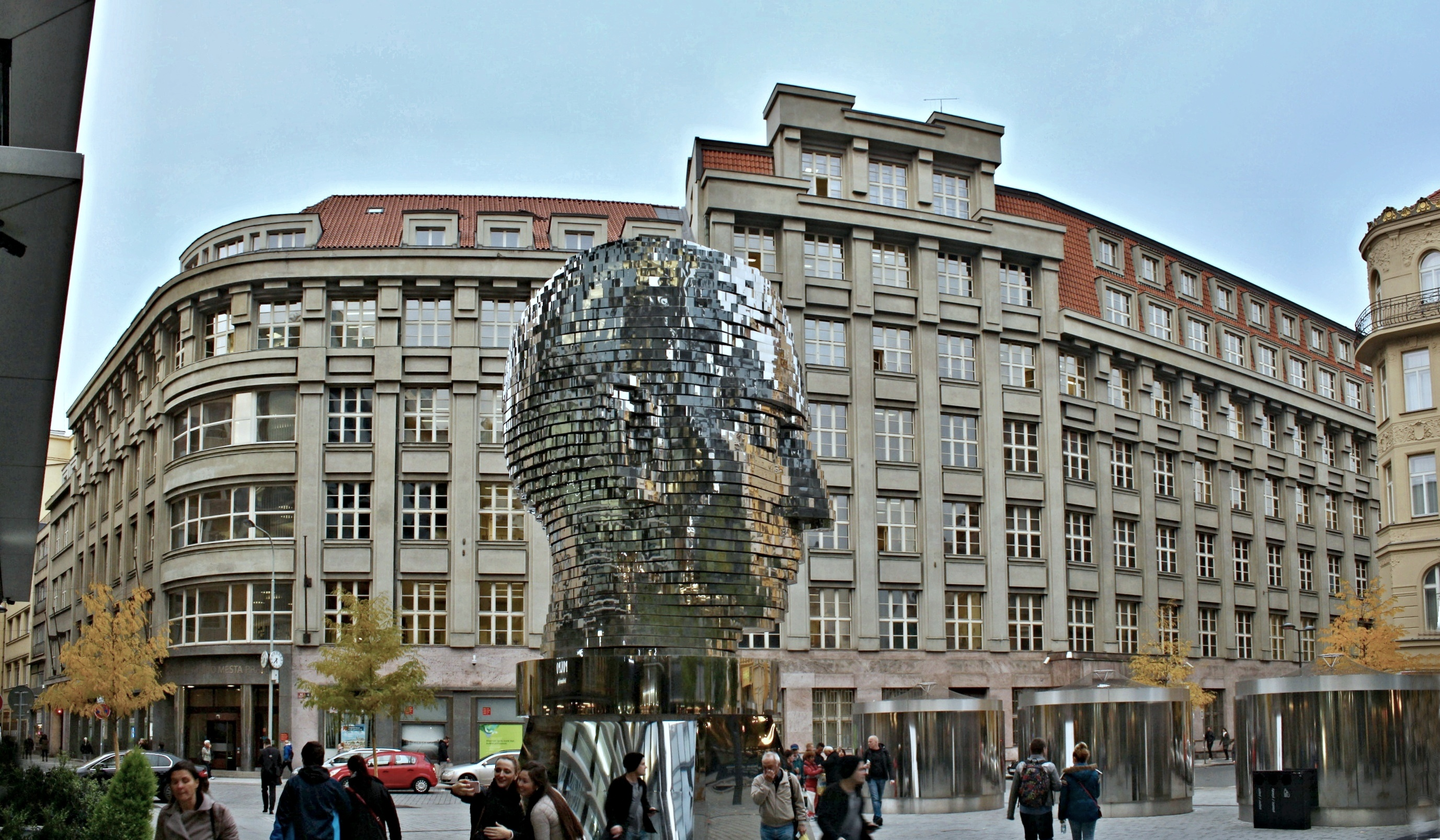
Escultura vista des del centre comercial Quadria, amb el Palau de Škoda al fons
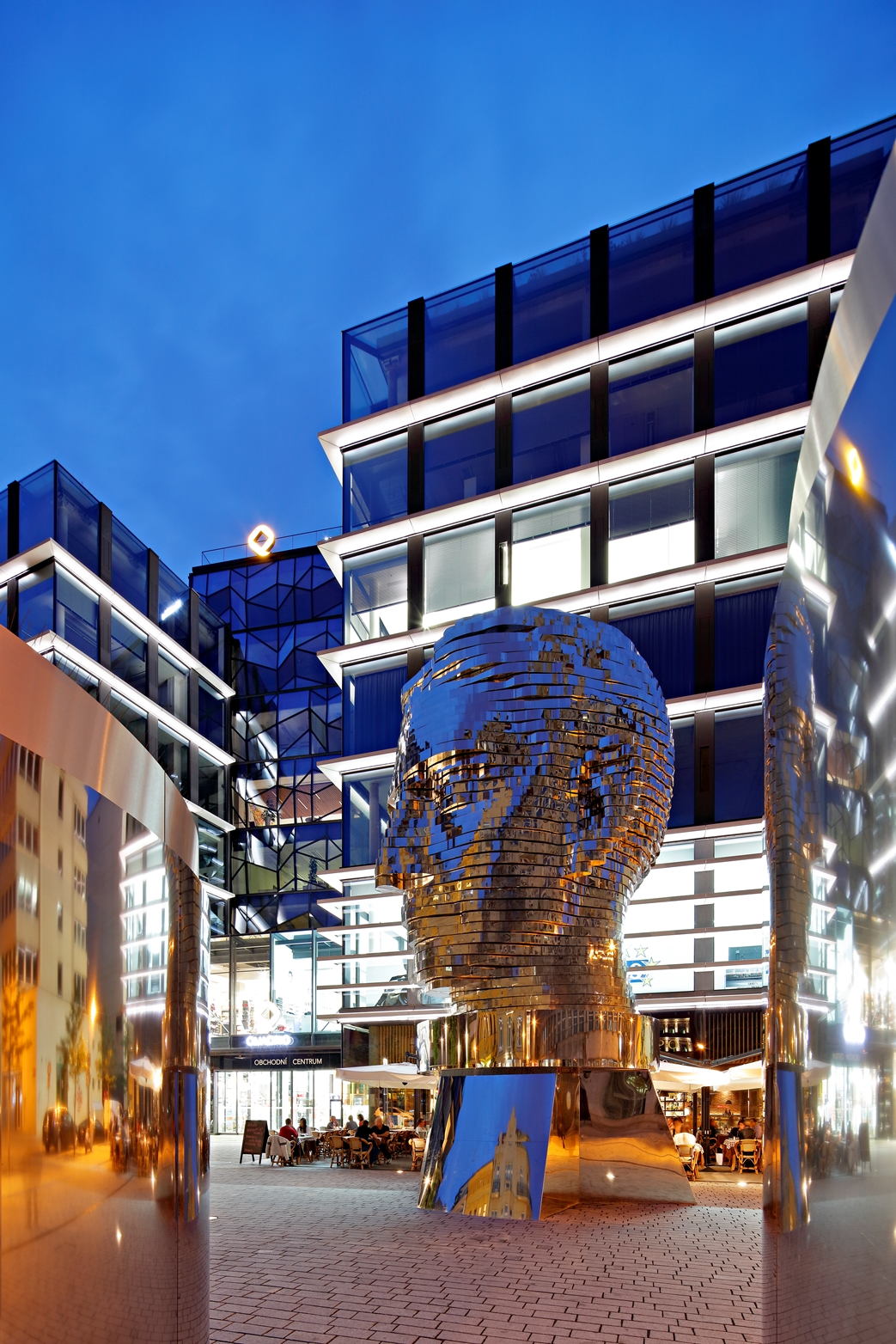
Estàtua de nit